# Административно-территориальное деление Ярославской области
Административно-территориальное деление Ярославской области города Ярославля

## Административно-территориальное устройство

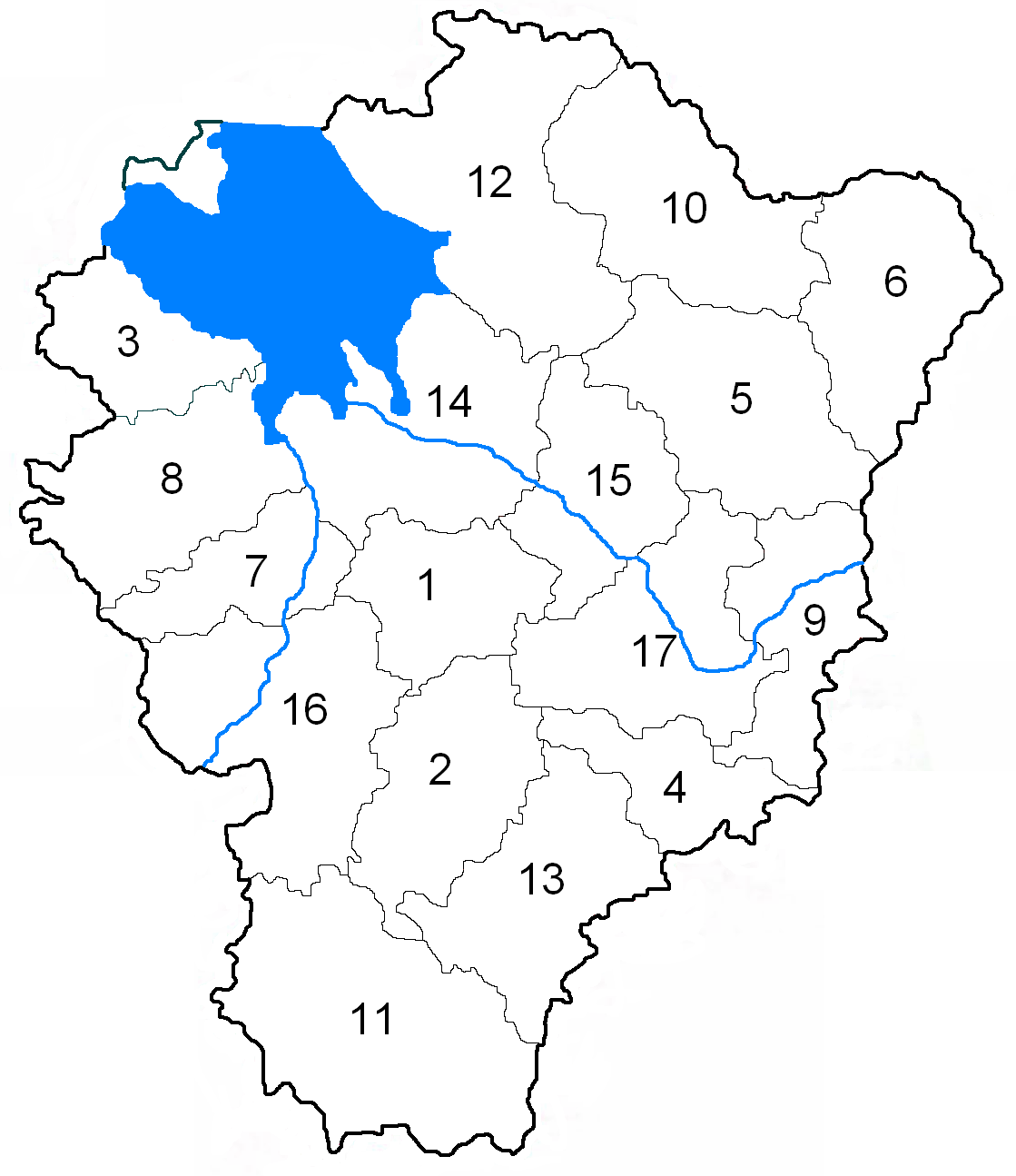
Современное административно-территориальное деление Ярославской области. Районы: 1. Большесельский, 2. Борисоглебский, 3. Брейтовский, 4. Гаврилов-Ямский, 5. Даниловский, 6. Любимский, 7. Мышкинский, 8. Некоузский, 9. Некрасовский, 10. Первомайский, 11. Переславский, 12. Пошехонский, 13. Ростовский, 14. Рыбинский, 15. Тутаевский, 16. Угличский, 17. Ярославский. Города областного значения и городские округа не показаны.

Согласно Закону «Об административно-территориальном устройстве Ярославской области», субъект РФ включает следующие административно-территориальные единицы:
- 6 городов областного значения (Ярославль, Рыбинск, Ростов Великий, Переславль-Залесский, Тутаев, Углич)
- 17 районов (Большесельский, Борисоглебский, Брейтовский, Гаврилов-Ямский, Даниловский, Любимский, Мышкинский, Некоузский, Некрасовский, Первомайский, Переславский, Пошехонский, Ростовский, Рыбинский, Тутаевский, Угличский, Ярославский).
  - 5 городов районного значения (Гаврилов-Ям, Данилов, Любим, Мышкин, Пошехонье)
  - 11 посёлков городского типа (рабочих посёлков) (Борисоглебский, Бурмакино, Ишня, Константиновский, Красный Профинтерн, Лесная Поляна, Некрасовское, Петровское, Поречье-Рыбное, Пречистое, Семибратово)
  - 227 сельских округов.

В Ярославле имеется 6 административных районов (Дзержинский, Заволжский, Кировский, Красноперекопский, Ленинский, Фрунзенский).
По данным переписи населения 2002 года в области было 6024 сельских населённых пункта, в том числе без населения — 1029.

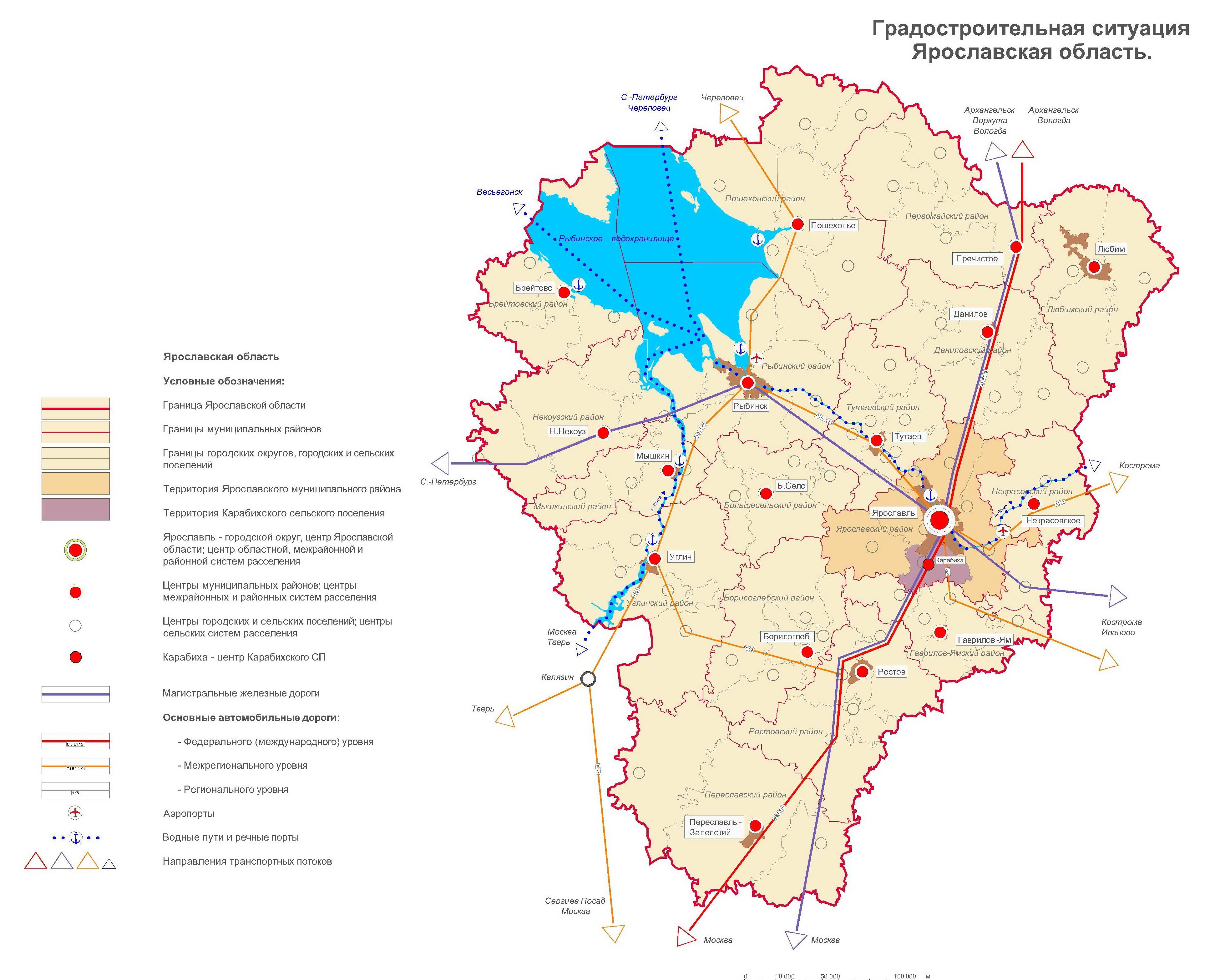
Муниципальные образования Ярославской области

## Муниципальное устройство
В рамках муниципального устройства области, в границах административно-территориальных единиц Ярославской области всего образовано 96 муниципальных образований: 
- 3 городских округа (Переславль-Залесский, Рыбинск, Ярославль)
- 16 муниципальных районов, включающих 
  - 10 городских поселений (Гаврилов-Ям, Данилов, Любим, Мышкин, Пречистое, Пошехонье, Ростов, Тутаев, Углич, Лесная Поляна — все городские поселения включают только именной город или рабочий посёлок, за исключением Любима, который, помимо города, включает и сельский округ) и
  - 67 сельских поселений

## Городские округа и районы
| №                                             | Название                   | Флаг | Герб | Площадь, кв км. | Население, чел. | Центр                      |
| --------------------------------------------- | -------------------------- | ---- | ---- | --------------- | --------------- | -------------------------- |
| Города областного значения (городские округа) |                            |      |      |                 |                 |                            |
| I                                             | город Переславль-Залесский |      |      | 23,01           | ↗56 582         | город Переславль-Залесский |
| II                                            | город Рыбинск              |      |      | 101,42          | ↘177 295        | город Рыбинск              |
| III                                           | город Ярославль            |      |      | 205,80          | ↘577 279        | город Ярославль            |
| Районы (муниципальные районы)                 |                            |      |      |                 |                 |                            |
| 1                                             | Большесельский район       |      |      | 1 353           | ↗9415           | село Большое Село          |
| 2                                             | Борисоглебский район       |      |      | 1 750           | ↗12 005         | пгт Борисоглебский         |
| 3                                             | Брейтовский район          |      |      | 2 160           | ↘5546           | село Брейтово              |
| 4                                             | Гаврилов-Ямский район      |      |      | 1 120           | ↘24 730         | город Гаврилов-Ям          |
| 5                                             | Даниловский район          |      |      | 2 211,571       | ↘20 868         | город Данилов              |
| 6                                             | Любимский район            |      |      | 1 960           | ↘10 025         | город Любим                |
| 7                                             | Мышкинский район           |      |      | 1 111,2         | ↗9294           | город Мышкин               |
| 8                                             | Некоузский район           |      |      | 1 954,3         | ↘12 039         | село Новый Некоуз          |
| 9                                             | Некрасовский район         |      |      | 1 380           | ↗19 926         | пгт Некрасовское           |
| 10                                            | Первомайский район         |      |      | 2 226,83        | ↘8698           | пгт Пречистое              |
| 11                                            | Переславский район         |      |      | 3 107,92        | ↘20 076         | город Переславль-Залесский |
| 12                                            | Пошехонский район          |      |      | 4 400           | ↘10 684         | город Пошехонье            |
| 13                                            | Ростовский район           |      |      | 2 081,82        | ↘59 429         | город Ростов Великий       |
| 14                                            | Рыбинский район            |      |      | 3 150           | ↗27 080         | город Рыбинск              |
| 15                                            | Тутаевский район           |      |      | 1 451,65        | ↘53 031         | город Тутаев               |
| 16                                            | Угличский район            |      |      | 2 568           | ↗47 452         | город Углич                |
| 17                                            | Ярославский район          |      |      | 1 936,7         | ↗68 433         | город Ярославль            |

## Городские, сельские поселения и соответствующие административно-территориальные единицы
Городские поселения образованы, как правило, в границах городов районного или областного значения, 2 в границах посёлка городского типа. Сельские поселения образованы в границах сельских округов и большинства посёлков городского типа.
До 10 апреля 2005 года поселения с административными центрами в посёлках городского типа являлись городскими.

### Большесельский район
1. Благовещенское сельское поселение (Благовещенский, Чудиновский сельские округа)
2. Большесельское сельское поселение (Большесельский, Высоковский, Марковский, Новосельский сельские округа)
3. Вареговское сельское поселение (Вареговский сельский округ)

25 февраля 2009 года в результате объединения с Большесельским было упразднено Новосельское сельское поселение, образованное в административных границах Новосельского сельского округа.

### Борисоглебский район
1. Андреевское сельское поселение (Демьяновский, Яковцевский сельские округа)
2. Борисоглебское сельское поселение (рп Борисоглебский, Краснооктябрьский, Селищенский сельские округа)
3. Вощажниковское сельское поселение (Вощажниковский, Неверковский, Раменский сельские округа)
4. Высоковское сельское поселение (Высоковский, Давыдковский сельские округа)
5. Инальцинское сельское поселение (Андреевский, Покровский, Щуровский сельские округа)

10 апреля 2005 года городское поселение Борисоглебский было преобразовано в Борисоглебское сельское поселение.

### Брейтовский район
1. Брейтовское сельское поселение (Брейтовский, Покрово-Ситский, Ульяновский сельские округа)
2. Гореловское сельское поселение (Гореловский, Севастьянцевский сельские округа)
3. Прозоровское сельское поселение (Прозоровский, Сутковский, Филимоновский сельские округа)

10 апреля 2005 года из Брейтовского сельского поселения было выделено Гореловское сельское поселение в административных границах Гореловского и Севастьянцевского сельских округов.

### Гаврилов-Ямский район
1. городское поселение Гаврилов-Ям (город районного значения Гаврилов-Ям)
2. Великосельское сельское поселение (Великосельский, Кузовковский, Плотинский сельские округа)
3. Заячье-Холмское сельское поселение (Заячье-Холмский, Ставотинский сельские округа)
4. Митинское сельское поселение (Митинский, Стогинский сельские округа)
5. Шопшинское сельское поселение (Ильинский, Шопшинский сельские округа)

1 ноября 2005 года административный центр Ставотинского сельского поселения был перенесён из села Ставотино в село Заячий-Холм, сельское поселение было переименовано в Заячье-Холмское.

### Даниловский район
1. городское поселение Данилов (город районного значения Данилов)
2. Даниловское сельское поселение (Вахтинский, Горинский, Даниловский, Ермаковский, Марьинский, Покровский, Слободской, Тороповский, Шаготский)
3. Дмитриевское сельское поселение (Бабаевский, Дмитриевский, Рыжиковский, Семивраговский сельские округа)
4. Середское сельское поселение (Зименковский, Никольский, Семловский, Середской, Трофимовский, Федуринский сельские округа).

25 февраля 2009 года в результате объединения с Даниловским было упразднено Вахтинское сельское поселение, образованное в административных границах Вахтинского, Горинского и Шаготского сельских округов.

### Любимский район
1. городское поселение Любим (город районного значения Любим, Любимский сельский округ)
2. Воскресенское сельское поселение (Воскресенский, Троицкий сельские округа)
3. Ермаковское сельское поселение (Ермаковский, Кирилловский, Пигалевский, Покровский сельские округа)
4. Осецкое сельское поселение (Осецкий сельский округ)

### Мышкинский район
1. городское поселение Мышкин (город районного значения Мышкин)
2. Охотинское сельское поселение (Охотинский сельский округ)
3. Приволжское сельское поселение (Архангельский, Богородский, Зарубинский, Крюковский, Мартыновский, Поводневский, Рождественский, Флоровский, Шипиловский сельские округа)

10 апреля 2005 года из городского поселения Мышкина было выделено Приволжское сельское поселение в административных границах Зарубинского и Поводневского сельских округов.
30 апреля 2009 года с Приволжским были объединены Рождественское и Шипиловское сельские поселения, образованные в административных границах Богородского, Мартынского, Рождественского и, соответственно, Архангельского, Крюковского, Флоровского, Шипиловского сельских округов.

### Некоузский район
1. Веретейское сельское поселение (Веретейский, Лацковский сельские округа)
2. Волжское сельское поселение (Волжский, Шестихинский сельские округа)
3. Некоузское сельское поселение (Некоузский, Новинский, Рожаловский, Спасский, Станиловский сельские округа)
4. Октябрьское сельское поселение (Октябрьский, Родионовский сельские округа)

### Некрасовский район
1. сельское поселение Бурмакино (рп Бурмакино, Бурмакинский, Высоковский, Никольский, Родюкинский, Якушевский сельские округа)
2. сельское поселение Красный Профинтерн (рп Красный Профинтерн, Аббакумцевский, Боровской, Вятский, Гребовский, Диево-Городищенский сельские округа)
3. сельское поселение Некрасовское (рп Некрасовское, Климовский, Лапинский, Левашовский, Чернозаводский сельские округа)

10 апреля 2005 года городские поселения Бурмакино, Красный Профинтерн и Некрасовское были преобразованы в сельские поселения.

### Первомайский район
1. городское поселение Пречистое (рп Пречистое)
2. Кукобойское сельское поселение (Крутовский, Кукобойский, Новинковский, Семёновский, Урицкий сельские округа)
3. Пречистенское сельское поселение (Игнатцевский, Козский, Колкинский, Никологорский, Пречистенский сельские округа)

10 апреля 2005 года из городского поселения Пречистого было выделено Пречистенское сельское поселение в составе Колкинского и Пречистенского сельских округов.
30 апреля 2009 года в результате объединения с Пречистенским было упразднено Козское сельское поселение, образованное в административных границах Игнатцевского, Козского и Николо-Горского сельских округов, а в результате объединения с Кукобойским Семёновское сельское поселение, образованное в границах Новинковского, Семёновского и Урицкого сельских округов.

### Переславский район(упразднён)
Городской округ в границах всех трёх бывших сельских поселений Переславского района и городского округа города Переславль-Залесский был образован к 1 января 2019 года Законом Ярославской области от 13 июня 2018 года N 22-з. С 2005 до 2018 гг. городской округ города включал единственный населённый пункт.
1. Нагорьевское сельское поселение (Адриановский, Дмитриевский, Загорьевский, Копнинский, Кубринский, Нагорьевский сельские округа)
2. Пригородное сельское поселение (Веськовский, Глебовский, Добриловский, Купанский, Лыченский, Перелесский, Пономарёвский, Троицкий сельские округа)
3. Рязанцевское сельское поселение (Алексинский, Берендеевский, Дубровицкий, Любимцевский, Рязанцевский, Скоблевский, Смоленский сельские округа)

### Пошехонский район
1. городское поселение Пошехонье (город районного значения Пошехонье)
2. Белосельское сельское поселение (Белосельский, Приухринский, Свердловский, Холмовский сельские округа)
3. Ермаковское сельское поселение (Гаютинский, Ермаковский, Федорковский сельские округа)
4. Кременевское сельское поселение (Вощиковский, Погорельский сельские округа)
5. Пригородное сельское поселение (Васильевский, Владыченский, Кладовский, Князевский, Колодинский, Красновский, Ленинский, Октябрьский, Юдинский сельские округа)

10 апреля 2005 года из городского поселения Пошехонья было выделено Пригородное сельское поселение в административных границах Кладовского, Князевского, Красновского, Ленинского и Октябрьского сельских округов.
1 ноября 2005 года административный центр Юдинского сельского поселения (образованного в административных границах Владыченского и Юдинского сельских округов) был перенесён из деревни Юдино в с. Владычное, сельское поселение переименовано во Владыченское.
30 апреля 2009 года в результате объединения с Пригородным были упразднены Владыченское и образованное в административных границах Васильевского и Колодинского сельских округов Колодинское сельские поселения.

### Ростовский район
1. городское поселение Ростов (город областного значения Ростов Великий)
2. сельское поселение Ишня (рп Ишня, Савинский, Шугорский, Шурскольский сельские округа)
3. сельское поселение Петровское (рп Петровское, Дмитриановский, Итларский, Любилковский, Карашский, Никольский, Перовский, Фатьяновский сельские округа)
4. сельское поселение Поречье-Рыбное (рп Поречье-Рыбное, Поречский сельский округ)
5. сельское поселение Семибратово (рп Семибратово, Мосейцевский, Ново-Никольский, Семибратовский, Сулостский, Татищевский, Угодичский сельские округа)

10 апреля 2005 года городские поселения Ишня, Петровское, Поречье-Рыбное и Семибратово были преобразованы в сельские поселения.

### Рыбинский район
1. Арефинское сельское поселение (Арефинский сельский округ)
2. Волжское сельское поселение (Волжский, Михайловский сельские округа)
3. Глебовское сельское поселение (Глебовский, Погорельский сельские округа)
4. Каменниковское сельское поселение (Каменниковский сельский округ)
5. Назаровское сельское поселение (Назаровский, Шашковский сельские округа)
6. Огарковское сельское поселение (Огарковский сельский округ)
7. Октябрьское сельское поселение (Ломовский, Октябрьский сельские округа)
8. сельское поселение Песочное (Песоченский сельский округ)
9. Покровское сельское поселение (Николо-Кормский, Покровский сельские округа)
10. Судоверфское сельское поселение (Макаровский, Судоверфский сельский округ)
11. Тихменевское сельское поселение (Тихменевский сельский округ)

29 сентября 2005 года город областного значения Рыбинск был наделён статусом городского округа и выделен из состава муниципального района, Рыбинское сельское поселение было разделено в результате разделения.
1 января 2012 года рабочий посёлок Песочное был преобразован в сельский населённый пункт — посёлок, был образован Песоченский сельский округ, а городское поселение преобразовано в сельское.

### Тутаевский район
1. городское поселение Тутаев (город областного значения Тутаев)
2. Артемьевское сельское поселение (Артемьевский, Николо-Эдомский сельские округа)
3. Константиновское сельское поселение (рп Константиновский, Фоминский сельский округ)
4. Левобережное сельское поселение (Борисоглебский, Великосельский, Метенининский, Никольский, Помогаловский, Родионовский сельские округа)
5. Чёбаковское сельское поселение (Чёбаковский сельский округ)

10 апреля 2005 года городское поселение Константиновский было преобразовано в Константиновское сельское поселение.
30 апреля 2009 года Борисоглебское, Великосельское, Помогаловское и Родионовское сельские поселения, образованные в границах, соответственно, Борисоглебского и Никольского, Великосельского и Метенининского, Помогаловского, Родионовского сельских округов, были объединены в Левобережное сельское поселение.

### Угличский район
1. городское поселение Углич (город областного значения Углич)
2. Головинское сельское поселение (Воздвиженский, Головинский, Климатинский, Плоскинский сельские округа)
3. Ильинское сельское поселение (Василёвский, Заозерский, Ильинский, Путчинский сельские округа)
4. Отрадновское сельское поселение (Ниноровский, Ординский, Отрадновский сельские округа)
5. Слободское сельское поселение (Клементьевский, Никольский, Покровский, Слободской сельские округа)
6. Улейминское сельское поселение (Маймерский, Улейминский сельские округа)

### Ярославский район
1. городское поселение Лесная Поляна (рп Лесная Поляна)
2. Заволжское сельское поселение (Гавриловский, Левцовский, Пестрецовский, Точищенский сельские округа)
3. Ивняковское сельское поселение (Бекреневский, Ивняковский сельские округа)
4. Карабихское сельское поселение (Карабихский, Телегинский сельские округа)
5. Кузнечихинское сельское поселение (Глебовский, Кузнечихинский, Рютневский, Толбухинский сельские округа)
6. Курбское сельское поселение (Курбский, Меленковский, Мордвиновский, Ширинский сельские округа)
7. Некрасовское сельское поселение (Некрасовский сельский округ)
8. Туношенское сельское поселение (Лютовский, Туношенский сельские округа)

25 февраля 2009 года в результате объединения с Карабихским сельским поселением было упразднено городское поселение Красные Ткачи, образованное в административных границах соответствующего рабочего посёлка. С 1 января 2019 года рабочий посёлок был преобразован в сельский населённый пункт — посёлок — и включён в Карабихский сельский округ.

## История

### Ярославская губерния в советский период

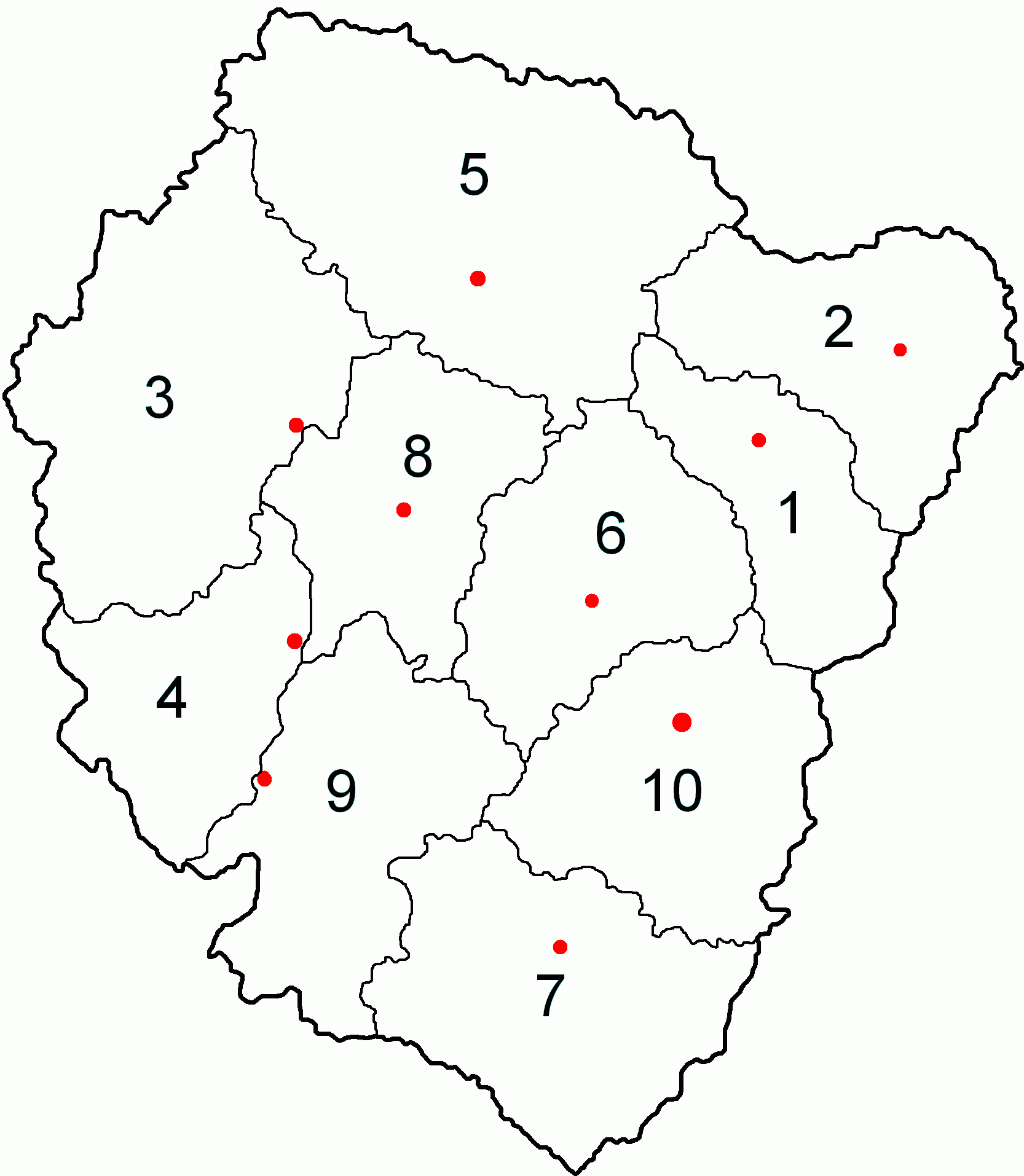
Административно-территориальное деление Ярославской губернии в 1917 году. Уезды: 1. Даниловский. 2. Любимский. 3. Мологский. 4. Мышкинский. 5. Пошехонский. 6. Романово-Борисоглебский. 7. Ростовский. 8. Рыбинский. 9. Угличский. 10. Ярославский

В 1917 году Ярославская губерния имела 10 уездов — Даниловский, Любимский, Мологский, Мышкинский, Пошехонский, Романово-Борисоглебский, Ростовский, Рыбинский, Угличский, Ярославский, делившихся на волости. Центры уездов располагались в городах (Данилов, Любим, Молога, Мышкин, Пошехонье, Ростов, Рыбинск, Романов-Борисоглебск, Углич, Ярославль). Также был заштатный город Петровск.
В первые годы советской власти происходили многочисленные изменения: переименования, образование советов, новых волостей, переход их из одного уезда в другой, в том числе из одной губернии в другую.
В 1918—1919 годах город Романов-Борисоглебск был переименован в Тутаев, а Пошехонье в Пошехонье-Володарск, соответственно были переименованы и их уезды.
В 1919—1920 годах часть Пошехоно-Володарского уезда отошла к новой Череповецкой губернии.
В 1921 году из Мологского, Мышкинского, Рыбинского, Пошехонье-Володарского и Угличского уездов была образована Рыбинская губерния. В 1923 году она была упразднена, а эти уезды вновь вернулись в состав Ярославской губернии, за исключением Васильковской волости Мышкинского уезда, которая отошла к Кашинскому уезду Тверской губернии.
В 1923 году была проведена административная реформа: в губернии осталось 7 уездов из 10 (упразднены Любимский, Мышкинский и Тутаевский) и 76 волостей из 160. В 1924—1925 годах были изменены границы ряда волостей и уездов, перенесены некоторые центры волостей. В 1924 году были укрупнены сельские советы (радиус не более 5 км, население от 2 до 5 тысяч человек): осталось 489 из 966.
В 1925 году появляются новые административные единицы — рабочие посёлки; изменены статусы ряда поселений: город Петровск стал сельским поселением, селения Гаврилов-Ям (без Гагаринского посада) и Норский посад отнесены к рабочим посёлкам. В 1927 году было уже 8 рабочих посёлков: Гаврилов-Ям (уже с Гагаринским посадом), Красный Перевал (уже без села Норского), Красный Профинтерн, Константиновский, Красные Ткачи, Аббакумово, Песочное, Волга (без посёлков при одноимённых костеперерабатывающем заводе и станции). В 1927—1928 годах к сельским поселениям отнесены города Мышкин и Любим.

### Территория Ярославской области в составе Ивановской промышленной области
Ярославская губерния была упразднена 14 января 1929 года, на её территории были образованы Ярославский и Рыбинский округа Ивановской промышленной области; Заозерская и Микляевская волости Угличского уезда отошли к Александровскому округу той же области. Также были упразднены уезды и волости, образованы районы.
Ярославский округ был разделён на 10 районов: Борисоглебский, Боровский, Гаврилов-Ямский, Даниловский, Ильинский, Любимский, Первомайский, Ростовский, Тутаевский, Ярославский. Рыбинский округ был разделён на 8 районов: Брейтовский, Ермаковский, Мологский, Мышкинский, Некоузский, Пошехоно-Володарский, Рыбинский, Угличский. Нагорьевский и Переславский районы, образованные на территории бывшего Переславского уезда Владимирской губернии входили в Александровский округ. 23 июля 1930 года округа были ликвидированы, их районы непосредственно стали входить в область.
В 1932 году территории Ярославского и Рыбинского районов были разделены между Ярославским и Рыбинским горсоветами и соседними районами. В следующем году Ярославский район восстановили. В 1935 году был восстановлен Рыбинский район, образованы Большесельский, Петровский и Пречистенский районы.

### Ярославская область в 1936—1944 годах

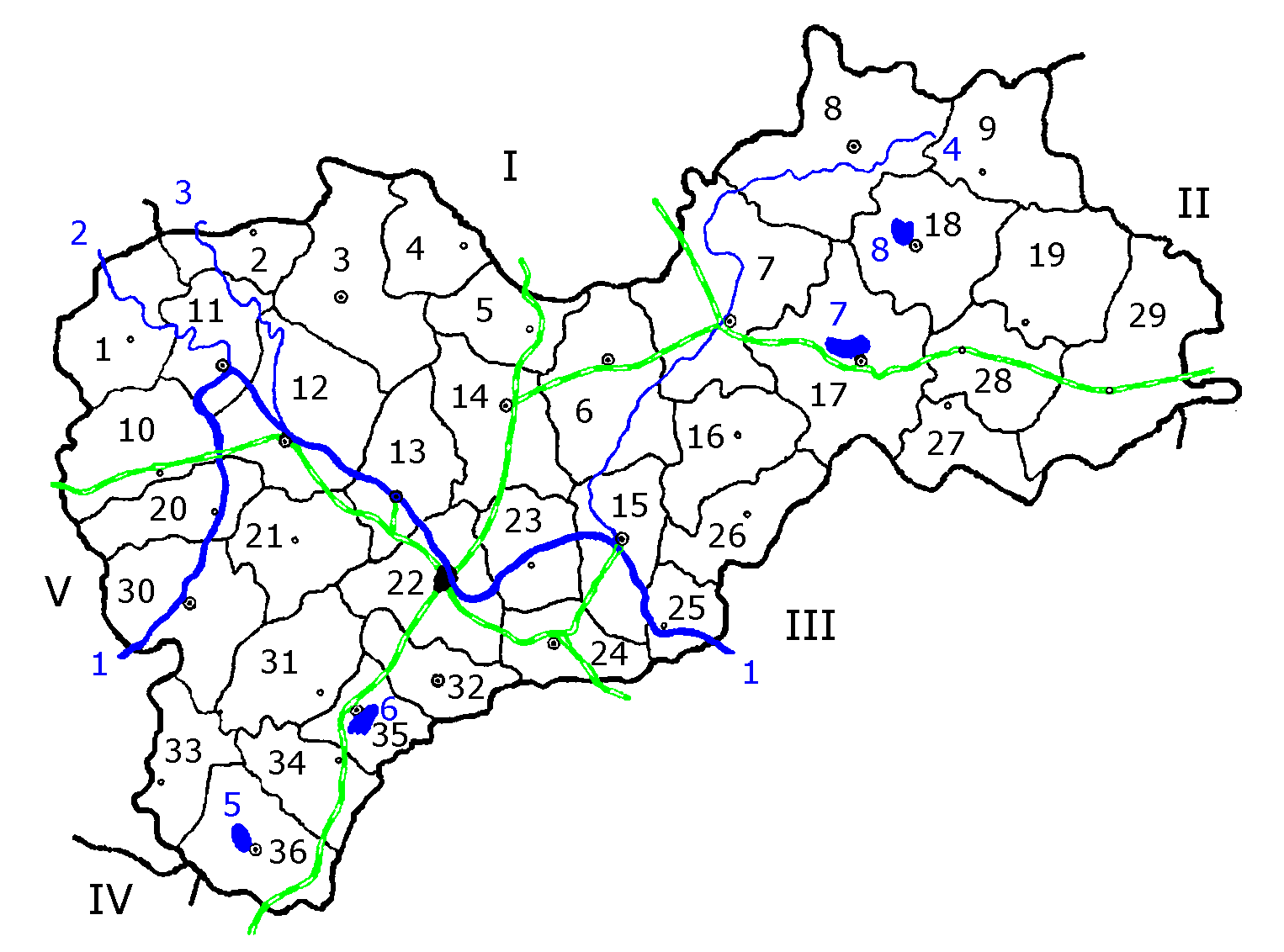
Ярославская область в начале 1940 года. Зелёным обозначены железные дороги, синим — водные объекты. Реки: 1 — Волга, 2 — Молога, 3 — Шексна, 4 — Кострома. Озёра: 5 — Плещеево, 6 — Неро, 7 — Галичское, 8 — Чухломское. Соседние области: I — Вологодская, II — Горьковская, III — Ярославская, IV — Московская, V — Калининская. Районы (их центры): 1 — Брейтовский (Брейтово), 2 — Ермаковский (Гаютино), 3 — Пошехоно-Володарский (Пошехонье-Володарск), 4 — Первомайский (Кукобой), 5 — Пречистенский (Пречистое), 6 — Любимский (Любим), 7 — Буйский (Буй), 8 — Солигаличский (Солигалич), 9 — Судайский (Судай), 10 — Некоузский (Новый Некоуз), 11 — Мологский (Молога), 12 — Рыбинский (Рыбинск), 13 — Тутаевский (Тутаев), 14 — Даниловский (Данилов), 15 — Костромской (Кострома), 16 — Сусанинский (Сусанино), 17 — Галичский (Галич), 18 — Чухломский (Чухлома), 19 — Парфеньевский (Парфеньево), 20 — Мышкинский (Мышкин), 21 — Большесельский (Большое Село), 22 — Ярославский (Ярославль), 23 — Некрасовский (Некрасовское), 24 — Нерехтский (Нерехта), 25 — Красносельский (Красное), 26 — Судиславский (Судиславль), 27 — Палкинский (Палкино), 28 — Антроповский (Антропово), 29 — Нейский (Нея), 30 — Угличский (Углич), 31 — Борисоглебский (Борисоглебские Слободы), 32 — Гаврилов-Ямский (Гаврилов-Ям), 33 — Нагорьевский (Нагорье), 34 — Петровский (Петровское), 35 — Ростовский (Ростов), 36 — Переславский (Переславль-Залесский).

11 марта 1936 года Ивановская промышленная область была разделена на Ивановскую область и Ярославскую область в составе Антроповского, Большесельского, Большесольского, Борисоглебского, Брейтовского, Буйского, Гаврилов-Ямского, Галичского, Даниловского, Ермаковского, Костромского, Красносельского, Любимского, Мологского, Молвитинского, Мышкинского, Нагорьевского, Нейского, Некоузского, Нерехтского, Палкинского, Парфеньевского, Первомайского, Переславского, Петровского, Пошехоно-Володарского, Пречистенского, Ростовского, Рыбинского, Солигаличского, Судайского, Судиславского, Тутаевского, Угличского, Чухломского и Ярославского районов. Область состояла из 36 районов с 906 сельсоветами, имела 15 городов, в том числе 3 города областного подчинения — Кострома, Рыбинск и Ярославль, и 11 рабочих посёлков.
В 1937—1938 годах происходили небольшие уточнения границ области. В 1938 году село Любим и рабочий посёлок Гаврилов-Ям стали городами. В 1938 году село Большие Соли было переименовано в Некрасовское, в 1939 году село Молвитино было переименовано в Сусанино; соответственно были переименованы и районы.
В 1936 году в Ярославле были утверждены Кировский, Сталинский и Красноперекопский районы. В 1938 году в городе образованы Заволжский, Кагановичский и Резинокомбинатский районы. В 1939 году Рыбинск был разделён на Ворошиловский, Молотовский и Сталинский районы.
В 1940 году в связи со строительством Угличского и Рыбинского водохранилищ были ликвидированы город Молога, Мологский и Ермаковский районы и часть их сельсоветов, оставшиеся сельсоветы Мологского района отошли к Брейтовскому, Некоузскому и Рыбинскому районам, а Ермаковского — к Мяксинскому району Вологодской области. Также были упразднены часть сельсоветов Брейтовского, Пошехонского и Рыбинского районов.
В марте 1941 года образованы Арефинский, Ореховский, Бурмакинский, Курбский и Середской районы.
В 1940—1944 годах образованы новые рабочие посёлки: Некрасовское (1940), Поречье (1940), Переборы (1942), Шекснинский (1942), Бурмакино (1943), Мышкино (1943), Петровское (1943), Берендеево (1944). В 1944 году Переславль-Залесский (17 марта), Ростов (11 февраля) и Углич (17 марта) отнесены к городам областного подчинения.
В 1944 году рабочий посёлок Красный Перевал включён в черту Ярославля, в городе образованы Красноперевальский и Приволжский районы; рабочие посёлки Шекснинский и Переборы вошли в состав Рыбинска, образовав его Шекснинский район. В этом же году образованы Ильинский, Масловский и Рязанцевский районы области.

### Ярославская область с 1944 года
13 августа 1944 года была образована Костромская область. В составе Ярославской области осталось 24 района (Арефинский, Большесельский, Борисоглебский район, Брейтовский, Бурмакинский, Гаврилов-Ямский, Даниловский район, Курбский, Любимский, Мышкинский, Нагорьевский, Некоузский, Некрасовский, Первомайский район, Переславский, Петровский район, Пошехоно-Володарский, Пречистенский, Ростовский, Рыбинский район, Середской, Тутаевский, Угличский и Ярославский), 12 рабочих посёлков (Берендеево, Бурмакино, Варегово, Волга, Константиновский, Красный Профинтерн, Красные Ткачи, Мышкинский, Некрасовский, Песочное, Поречье-Рыбное, Петровск), 5 городов областного подчинения (Переславль-Залесский, Ростов, Рыбинск, Углич, Ярославль) и 5 городов районного подчинения (Гаврилов-Ям, Данилов, Пошехонье-Володарск, Любим, Тутаев). Помимо целых районов к Костромской области отошли и 3 сельсовета Любимского района.
В 1946 году были образованы Давыдковский и Владыченский районы; Рыбинск переименован в Щербаков. В 1948 году селение Исады стало рабочим посёлком Семибратово; ликвидированы все районы Рыбинска и Красноперевальский, Приволжский район и Резинокомбинатский районы Ярославля. В 1949 году рабочими посёлками стали Купанское и Великое, в 1950 — Тихменево и Дунилово. В 1950 году село Давыдково переименовано в Толбухино, соответственно переименован и его район. В 1951 году произошли очень небольшие изменения границы области.
Таким образом, в начале 1953 года в области имелось 29 районов с 498 сельсоветами, 17 рабочими посёлками и 10 городами, в том числе 5 — областного подчинения, а также 5 городских районов в Ярославле. В этом году Кагановичский район Ярославля вошёл в Красноперекопский. В 1954 году произошло укрупнение сельсоветов — их осталось только 264.
В 1957 году был создан Ярославский экономический район, совпадающий территориально с Ярославской областью. В этом же году из населённого пункта торфопредприятия образован рабочий посёлок Октябрь; Щербаков снова стал Рыбинском; Владыченский район присоединился к Пошехоно-Володарскому, который стал Пошехонским; упразднены Курбский и Толбухинский районы.
В 1959 году упразднили Арефинский, Бурмакинский, Ильинский, Масловский, Петровский, Рязанцевский, Середской районы.
В начале 1961 года в области имелось 19 районов с 243 сельсоветами и 19 рабочими посёлками.
В 1961 году Сталинский район Ярославля переименован в Ленинский. В 1962 году из села Борисоглебские Слободы образован рабочий посёлок Борисоглебский.
В 1963 году взамен 19 районов было образовано 10 сельских районов (Даниловский, Любимский, Некоузский, Переславский, Пошехонский, Ростовский, Рыбинский, Тутаевский, Угличский, Ярославский). Сельские районы должны были подчиняться Ярославскому областному (сельскому) Совету депутатов трудящихся, а города, за исключением Любима и Пошехонье-Володарска — Ярославскому областному (промышленному) Совету депутатов трудящихся.
В 1964 году были образованы Брейтовский и Некрасовский сельские районы.
В 1965 году сельские районы были преобразованы в районы; созданы дополнительно Большесельский, Борисоглебский, Гаврилов-Ямский, Мышкинский, Первомайский (с центром в селе Кукобой) районы. Гаврилов-Ям, Данилов и Тутаев стали городами районного подчинения.
В 1971 году рабочими посёлками стали село Пречистое и Большое Село, в 1974 году — посёлок Кубринск, в 1975 году — посёлок Новый Некоуз. В 197? году этот статус потеряло Дунилово.
В 1972 году в Рыбинске были образованы Пролетарский и Центральный районы. В Ярославле были образованы в 1975 году — Фрунзенский, а в 1979 году — Дзержинский районы.
В 1975 году на территории области было 17 районов и 7 городских районов, по 5 городов районного и областного подчинения, 22 посёлка городского типа (Берендеево, Большое Село, Борисоглебский, Бурмакино, Варегово, Великое, Волга, Константиновский, Красный Профинтерн, Красные Ткачи, Кубринск, Купанское, Мышкино, Некрасовское, Новый Некоуз, Октябрь, Песочное, Петровское, Поречье-Рыбное, Пречистое, Семибратово, Тихменево) и 230 сельсоветов.
В 1984—1989 годах Рыбинск назывался Андропов. В 1991 году Пошехонье-Володарск переименован в Пошехонье.
В 1989 году упразднены районы Рыбинска.
Посёлками городского типа стали: Брейтово (1986), Ишня (?), Лесная Поляна (?). В 1991 году Мышкино вновь стало городом Мышкиным.
Статуса посёлка городского типа в 1990-х годах лишились: Брейтово (1991), Большое Село (1992), Варегово (1992), Берендеево (1993), Кубринск (1993), Купанское (1993), Новый Некоуз (1993), Октябрь (1995), Волга (1996), Великое (1997), Тихменево (1999).
С 1995 до конца 2004 года на территории Ярославской области как муниципальные образования существовали муниципальные округа, муниципальные образования внутри них отсутствовали, то есть муниципальные округа вполне соответствовали определению, введённому в нынешнее законодательство с 1 мая 2019 года. Законом от 21 декабря 2004 № 65-з муниципальные округа были преобразованы в муниципальные районы.
В результате муниципальной реформы в 2004—2005 годах Ярославская область содержала следующие муниципальные образования: 3 городских округа (Переславль-Залесский, Рыбинск, Ярославль) и 17 муниципальных районов (Большесельский, Борисоглебский, Брейтовский, Гаврилов-Ямский, Даниловский, Любимский, Мышкинский, Некоузский, Некрасовский, Первомайский, Переславский, Пошехонский, Ростовский, Рыбинский, Тутаевский, Угличский, Ярославский), включающих 12 городских поселений (Гаврилов-Ям, Данилов, Красные Ткачи, Лесная Поляна, Любим, Мышкин, Песочное, Пошехонье, Пречистое, Ростов, Тутаев, Углич — все городские поселения включали только именной город или рабочий посёлок, за исключением Любима, который помимо города включал и сельский округ) и 80 сельских поселений.
В октябре 2009 года было упразднено городское поселение Красные Ткачи Ярославского района и 11 сельских поселений: Новосельское Большесельского, Вахтинское Даниловского, Рождественское и Шипиловское Мышкинского, Козское и Семёновское Первомайского, Владыченское и Колодинское Пошехонского; Борисоглебское, Великосельское, Помогаловское и Родионовское Тутаевского района были объединены в Левобережное.
1 января 2012 года Песочное потеряло статус посёлка городского типа, соответствующее ему городское поселение было преобразовано в сельское поселение.
В 2025 году город Ростов официально переименован в Ростов Великий.